# Patrick Van Craenenbroeck

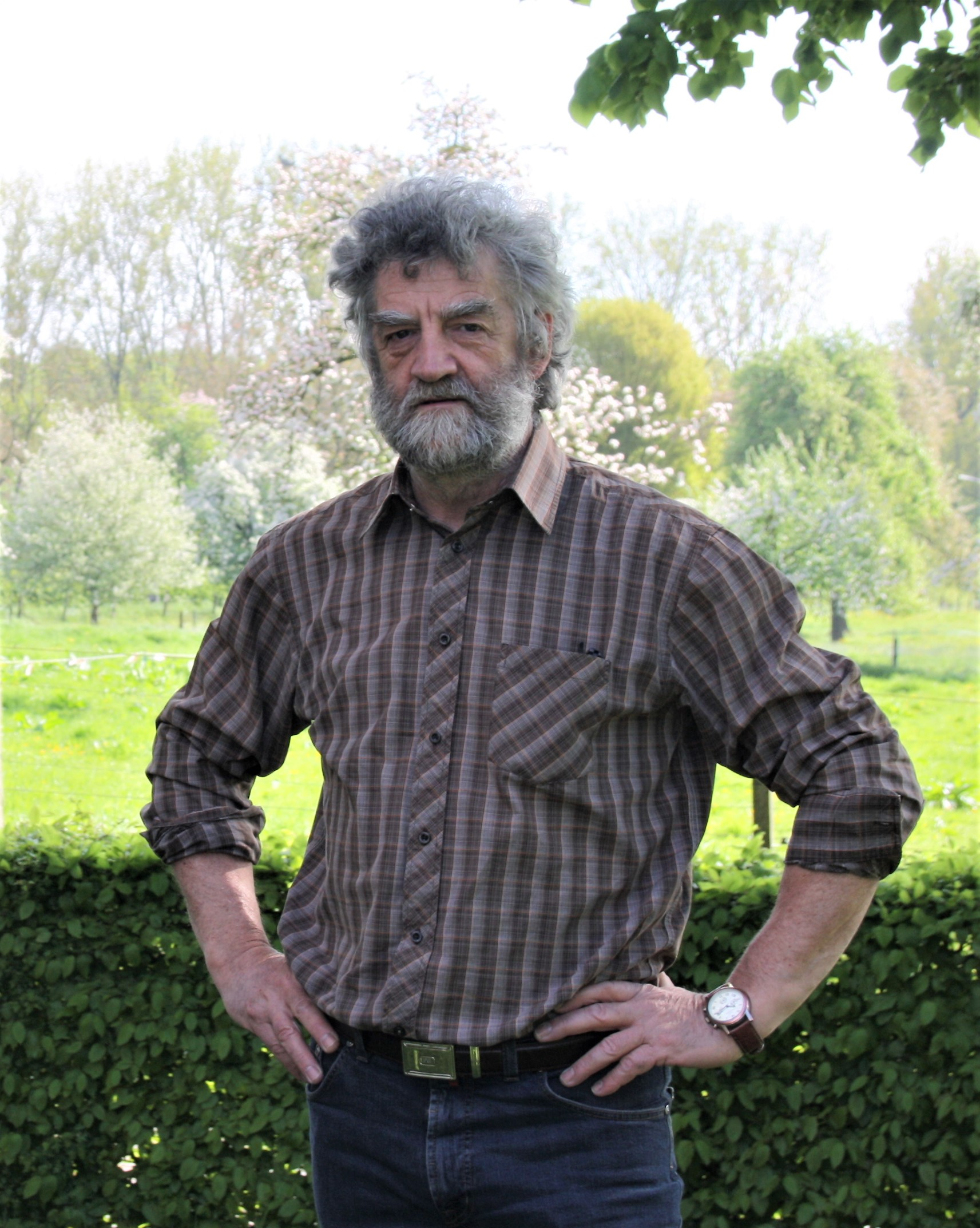
Patrick Van Craenenbroeck

Patrick Van Craenenbroeck (Elsene, 17 mei 1953) is een Belgisch kunstenaar, opgegroeid in Liedekerke en wonend in Teralfene (deelgemeente van Affligem).
Van Craenenbroeck is een plastisch kunstenaar die vooral bekend is voor zijn monumentale figuren in gebakken klei. Bekende realisaties zijn de beeldengroep op het rondpunt in de buurt van het Liedekerkse station, het monumentale beeld van beeld van de Dikke van Pamel langs de Dender en de reeks trofeeën die beroemde atleten mee naar huis kregen na hun overwinning in de Memorial Van Damme in 2012. Zijn sculpturen stonden in galerijen in binnen- en buitenland.

## Levensloop
Patrick Van Craenenbroeck deed zijn middelbare studies aan het H. Kruiscollege van Denderleeuw en koos daarna voor een artistieke opleiding in de academies te Zottegem en te Liedekerke en het regentaat plastische kunsten St-Thomas te Brussel. Van 1976 tot 2009 was hij leraar esthetica aan het Sint-Albertuscollege te Haasrode en bouwde tegelijk een reputatie op als keramist.

### Van Craenenbroeck als kunstenaar
Aanvankelijk ging zijn voorkeur uit naar schilderen, waarbij hij surrealistische invloeden in zijn werk liet opduiken, maar gaandeweg zocht hij zijn weg in driedimensionele kunstwerken, waarbij hij diverse materialen exploreerde. Rond zijn dertigste blijkt keramiek het pleit te winnen. Dankzij de bouw van een eigen gasoven kon hij grote kunstwerken (al dan niet in segmenten) bakken.
Van Craenenbroeck creëert een soort van ‘nieuw volk’ in een mystieke wereld, geïnspireerd op oude en diverse culturen. Het zijn ‘Reizigers in de tijd’ die de schakels tussen verleden, heden en toekomst tot leven brengen en samensmelten tot één geheel.
Verschillende kunstenaars (dichters, componisten, muzikanten, fotografen, choreografen, regisseurs en woordkunstenaars) werden door de beelden geïnspireerd. Dit groeide uit tot een vruchtbare artistieke kruisbestuiving in het multimediaproject ‘Een scheur in de tijd’. (1997) 
Andere artistieke projecten zijn, o.a.: Het levend beeldhouwwerk’ (1987), ‘Sporen van aarde’ (1997), ‘Koppelingen’(1996), ‘Kunstpoort’ (2001),’Fastfoot’ (2003), ‘Tridentiteit’ (2014) en ‘Klink Klaar & Klei’ (2013)

Op verschillende openbare plaatsen kan men werk van Patrick Van Craenenbroeck ontmoeten, o.a.: ‘De Dikke van Pamel’ (Roosdaal), ‘Ik, gij, wij’ (cultureel centrum Affligem),  ‘Levenscyclus’ (Dendermonde), ‘De papeter’  (Essene), ‘De Driekoningen’ (Denderhoutem), ‘Revolte’ (Koekelare), ‘Reizigers in de tijd’ (Hooglede), ‘Hopcultuur’ (Teralfene), ‘Tridentiteit’ (Gemeentehuis Affligem), ‘Geen einde zonder begin’ (Liedekerke).

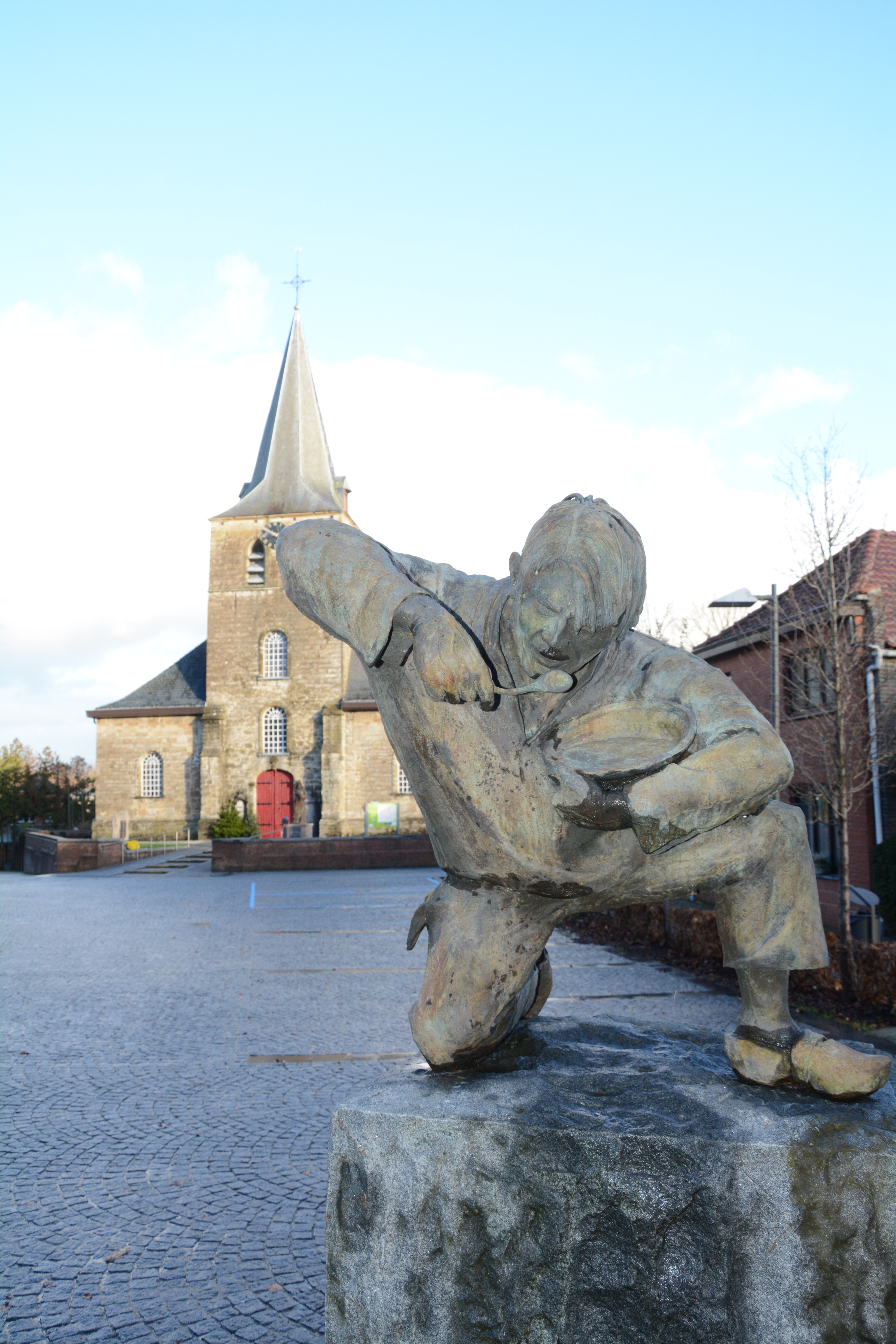
De Papeter (Essene)
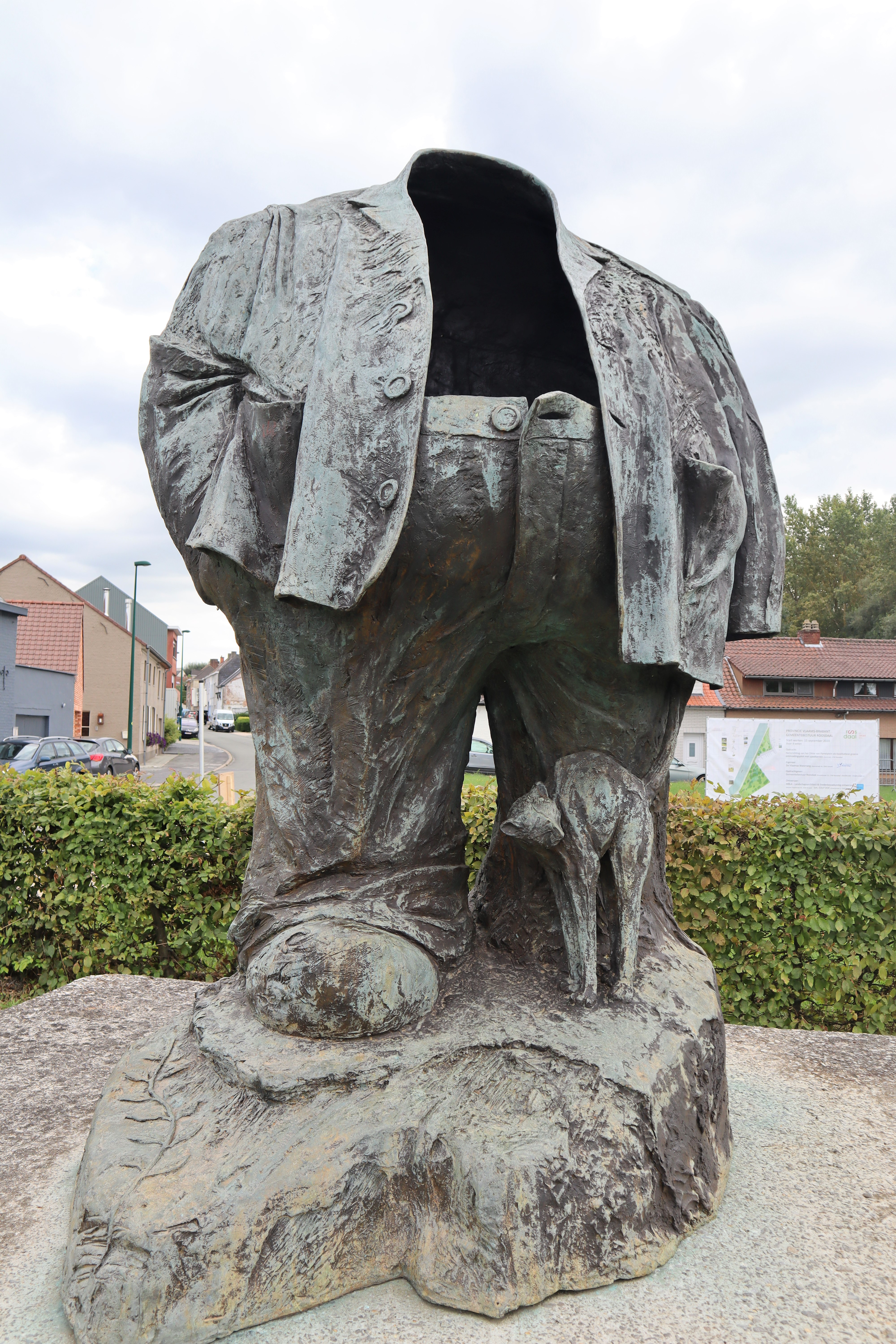
Dikke van Pamel (Pamel)
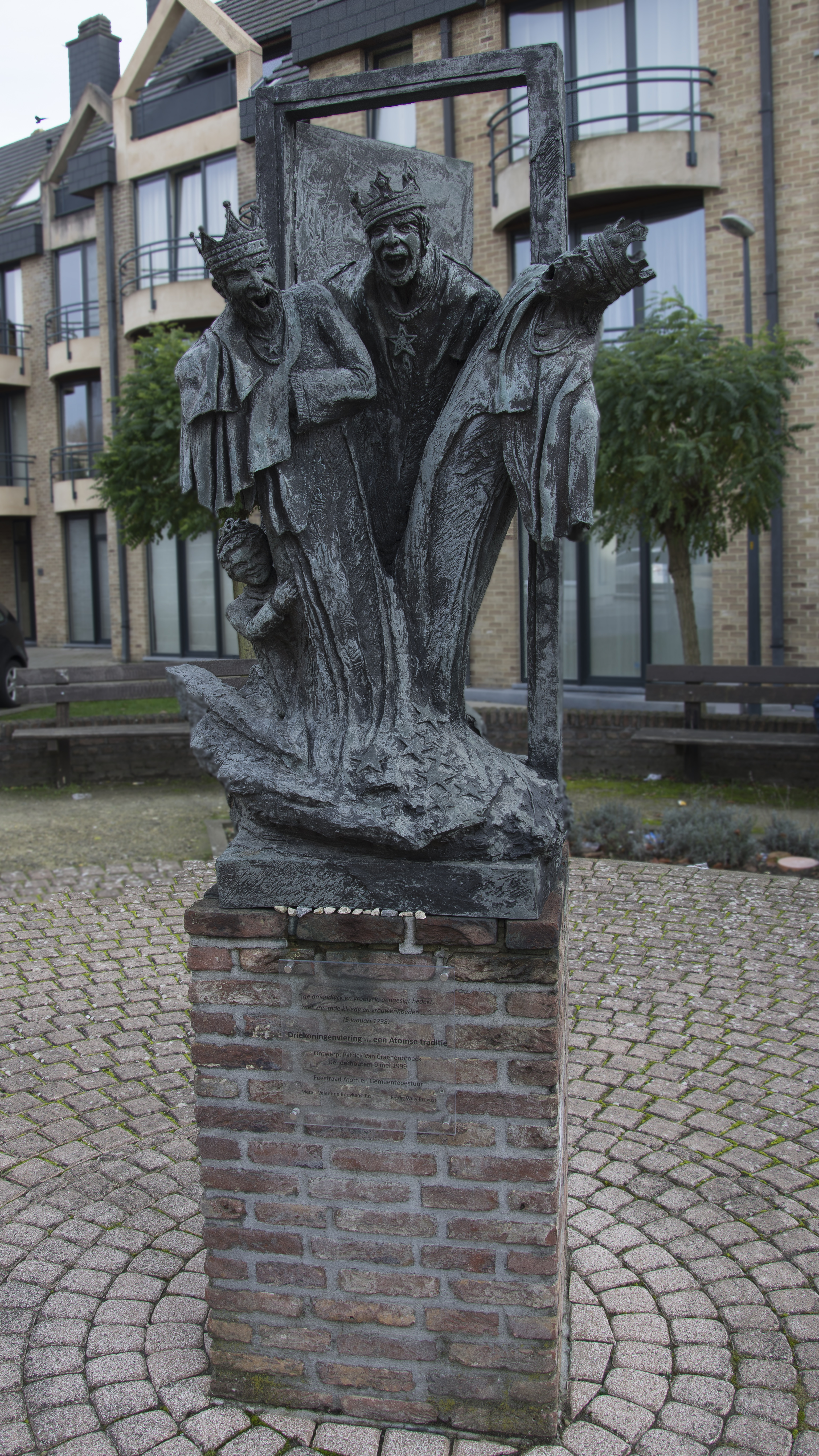
Driekoningenviering (Denderhoutem)
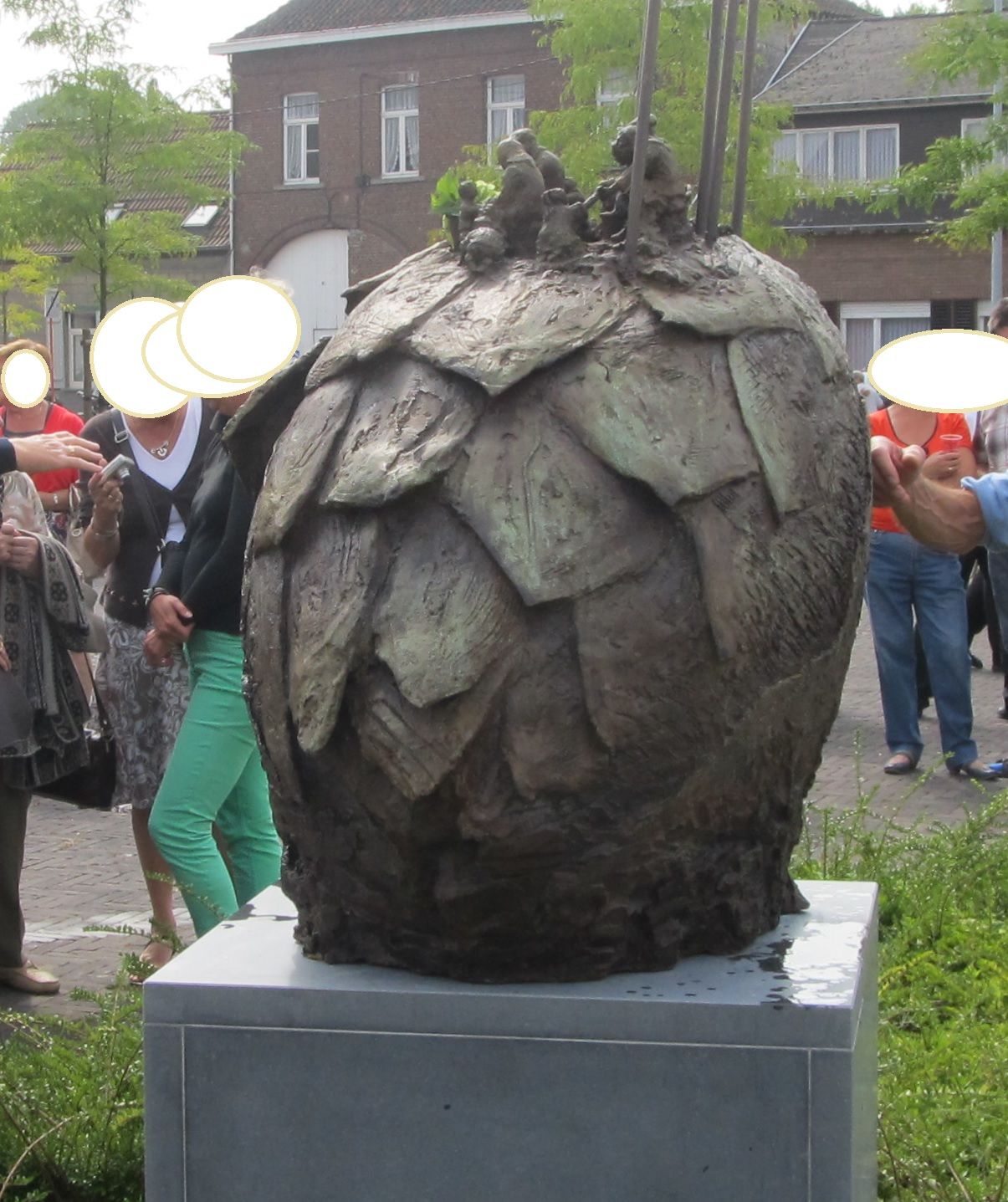
Hopbel (Teralfene)

## Tentoonstellingen
2005:
- Kapelle –op-den-Bos (“De Oude Pastorie”)
- Oostende (Stedelijk Museum)
- Dendermonde (“Kunstreflecties op de Dender”)
- Gent: “Lineart”
- Brussel (hoofdzetel Landbouwkrediet)

2006:
- Oostende  (Galerie ‘De Peperbusse’)
- Affligem: abdijruïne + voorstelling monografie
- Bosschenhoofd – Nl – (Galerie en Beeldentuin ‘De Beeldenstorm’)
- Middelkerke (‘Kunst op het hof’)
- Venlo – Nl – (Auxiliapark)

2007:
- Villeneuve d’Ascq  - Fr - (Galerie ‘Da Silva’)
- Koksijde: ‘Ar-t-Gillae’ – Internationale Keramiek
- Izegem: ‘Kunst op en rond het water’
- Gent: “Lineart”

2008:
- Vilvoorde (klooster ‘Den Troost’)
- Kortrijk (galerie ING)
- Erpe Mere (Beeldentuin ‘Hof ten Puttens)
- Nieuwpoort ( “Oorlog en Vrede”)
- Open Atelier
- Gent: “Lineart”
- Roosendaal – Nl – (Beeldentuin ‘De Beeldenstorm’)

2009:
- Winksele (Park ‘IJzerenberg’)
- Knokke (‘Tentuinstelling’)
- Edingen (Kasteel van Empain)
- Vilvoorde (Kloostertuin ‘Den Troost’)
- Lisseweghe (‘Pronkenburg’)
- Mechelen (‘Hangar 311)

2010:
- Bosschenhoofd – Nl (Beeldentuin ‘De Beeldenstorm’)
- Rumbeke (Kasteel van Rumbeke: ‘Art Passion’)
- Grimbergen (abdij)
- Diksmuide (IJzertorenmuseum)
- Damme (“Schaduwen van het vuur “)

2011:
- Oostende (International airport)
- Ninove (‘Kunst door Religie, Religie door Kunst’)
- Wavre (Galerie 87)
- Affligem (kerk van Teralfene)
- Rome (Galleria ‘Il Collezionista’)
- Parijs (Louvre)
- Barcelona (Galeria ‘Esart’)
- Berlijn (Galerie ‘Pinna’)

2012:
- Winksele (Park ‘IJzerenberg’)
- Lisseweghe (‘Kunst in ons Licht in de Duisternis’)
- Brussel: Memorial Ivo Van Damme (Boudewijnstadion)
- Bosschenhoofd – Nl – (Gallerie/Beeldentuin ‘De Beeldenstorm’)

2013:
- Halle (de Oude Post – ‘Poëzie en pixels’)
- Tijnje –Nl –; Beeldentuin ‘La Lanka’ (‘Fine Fleur van Vlaamse en Nederlandse sculpturen’)
- Kortemark (Kunstroute)
- Iddergem (Kunstproject “TheArter”)
- Affligem (“De Esdoornlaan stelt Van Craenenbroeck ten toon”)
- Zemst (‘Villa Clementina’)
- Roosdaal: Kunstproject “Klink Klaar & Klei” samen met poëzie (Ivo van Strijtem) en muziek (Walter Evenepoel) – G.C. het Koetshuis

2014:
- Antwerpen (‘Hand in Hand samen tegen Reuma’ – Bank van Breda)
- Roosdaal:  herhaling Kunstproject “Klink Klaar en Klei”  tijdens Kunstenfestival “In de Luwte” in samenwerking met  de provincie Vlaams Brabant (G.C. Het Koetshuis)
- Bosschenhoofd – Nl – (Galerie/Beeldentuin ‘De Beeldenstorm’)
- Tijnje – Nl – (Galerie/Beeldentuin ‘La Lanka’)

2015:
- Milaan (EXPO -  Belgisch Paviljoen)
- Antwerpen (Galerie ‘Pjez.Unik’)
- Zemst (‘Villa’ Clementina’)
- Spa (Domein Ceran)
- Haacht (Internationale Keramiek – Cultureel Centrum)

2016:
- Lebbeke (kerk)
- Lissewege (kunstroute)
- Kampenhout (tuin Peter De Leeuw)
- Aalst (ridderzaal van het Belfort)
- Affligem – opendeur atelier
- Brugge (“ARTIEF” – Garemijnzaal in het belfort)

2017:
- Aalst (“Maskerade” – Oud-Hospitaal)
- Brussel (BOZART  - internationaal festival van de fantastische film)
- Lede (Hof te Puttens)
- Hasselt (“SEHNSUCHT” – Poorthuis van de abdij van Herkenrode)
- Brugge (Artief – Garemijnzaal in het Belfort)
- Drongen (“SEHNSUCHT” – Landgoed “De Campagne”)
- Beeldengroep “GEEN EINDE ZONDER BEGING” op de rotonde aan het station te Liedekerke

2018:
- Gees - NL (Beeldentuin)
- Kortemark (Kunstroute)
- Oud-Rekkem (Kasteel “D’Aspremont Lynden”)
- Hingene - Bornem (“Verstilde Beelden”)
- Ingelmunster (Marktplein&tuin)

2019:
- Winksele (Domein “IJzerenberg”)

2020:
- Affligem Domein Verbrugghe - Solotentoonstelling “Als de stilte luistert …” -  AFGELAST
- Knokke Art Nocturne  - AFGELAST
- Meise (Plantentuin)  -  AFGELAST

## Publicaties
- “Kunstenaars & Galerijen”
- Malta Biënnale – 1995  (Francoise Tempra)
- “IMAGO”  sept 1996
- Monografie - publicatie van Artes vzw door diverse auteurs en fotografen – 2006
- “KLEI” – Keramisch Magazine – sept. 2007
- “Beeldenparkgids in Nederland” – 2008
- “IMAGO”  maart/mei 2008
- “IMAGO SPECIAL” 2008/2009
- “HANGAR311” – Fine New Art Selection – 2009
- “ISEL” - Art & Culture Magazine “ABC van de Belgische Hedendaagse Kunstenaars”  - 2011
- “EFFETO ARTE “Il Genio dell’ Arte” 2014
- “Het Grote K boek 2” (Mels Boom)
- “NEW CERAMICS” The European Ceramics Magazine – jan/febr 2015
- “IMAGO”  maart/mei 2016
- #1770  - Infomagazine Liedekerke – dec. 2017
- “THE ART WEB” – mei/juni 2019
- “KLEI”  - Keramisch Magazine – april 2020
- “KUNSTMAGAZINE” -  nr 6 – april/mei 2020
- “Beelden in Pajottenland” (Jan & Stijn Heyvaert)
- “ISEL” Kunstmagazine – nr 37
- “IMAGO” april/mei 2020
- Fotoboek “GEEN EINDE ZONDER BEGIN” – 2020